# FUNDES
FUNDES es una organización internacional que promueve el desarrollo competitivo de la MIPYME en América Latina a través del fortalecimiento de las micro, pequeñas y medianas empresas.
Opera a través del desarrollo de programas para empresas y organismos que busquen generar eficacia, rentabilidad e innovación a lo largo de su cadena de valor o en las comunidades en donde trabajan.
Fundada en 1984 por Stephan Schmidheiny (también creador de Fundación Avina y WBCSD) y el Arzobispo de Panamá, Marcos McGrath, FUNDES tiene presencia en diez países de América Latina: Argentina, Bolivia, Chile, Colombia, Costa Rica, El Salvador, Guatemala, México, Panamá, Perú y Venezuela. Es miembro de CSR360 Global Partner Network, red global impulsada por Business in the Community (BITC). Firmó el Pacto Mundial de las Naciones Unidas.

## Historia
En noviembre de 1983 el empresario Stephan Schmidheiniy y el Arzobizpo Marcos Gregorio McGrath firmaron el Convenio para la Pequeña Industria en la República de Panamá como medida para apoyar la generación de empleo en América Central.
En febrero de 1984 el presidente de Panamá Jorge Illueca otorgó la personería jurídica a la “Fundación para el Desarrollo Económico Social” conocida a partir de ahí como FUNDES.
Durante su inicio en Panamá, FUNDES brindó un programa de garantías de crédito a los propietaros de microempresas que recibieron apoyo de la institución a la hora de solicitar créditos bancarios
El 5 de marzo de 1991 FUNDES firmó un convenio sobre asistencia integral a la pequeña industria con el Gobierno de Colombia. El periódico El Tiempo consignó que "La idea es que la entidad sin ánimo de lucro preste asistencia a los pequeños industriales del país en los créditos que otorgue la Corporación Financiera Popular (CFP)"
En 1998 se creó FUNDES Internacional como la nueva cúpula de red de organizaciones presidida por el hasta ese momento presidente de la República de Costa Rica José María Figueres Olsen. El exmandatario estuvo a cargo hasta el año 2000 cuando fue designado Director Gerente del World Economic Forum en Ginebra Suiza,
FUNDES extendió su presencia a otros nueve países de la región Argentina, Bolivia, Chile, Colombia, Costa Rica, El Salvador, Guatemala, México y Venezuela.

## Experiencia con empresas
FUNDES ha contribuido con decenas de grandes empresas para alcanzar sus objetivos de negocio, generando mayor competitividad y contribuyendo al desarrollo económico de la región. 
Ofrece cobertura regional y abarca todas las áreas que la empresa necesita para fortalecer a las mipyme de su entorno: proveedores, distribuidores, clientes y estrategias.
Empresas como Banco de Costa Rica, Masisa, Intel, Walmart, SabMiller, Tecpetrol, Sodimac, Gerdau, Alquería y ConstruRed han formado parte de las compañías atendidas por FUNDES.

## Experiencia con Gobierno
A la mayoría de los gobiernos y organismos de desarrollo en la región latinoamericana, FUNDES les ha apoyado a alcanzar sus objetivos de fortalecer el tejido empresarial. También ha contribuido al desarrollo de políticas de fomento de mipyme, al crecimiento y generación de nuevos mercados para el segmento mipyme, así como la revitalización de sectores productivos.
FUNDES ha trabajado con los gobiernos de los 10 países donde tiene presencia, siendo los proyectos SIMTRA (Simplificación de Trámites) uno de sus proyectos más exitosos. 

## Publicaciones
•	Microfranquicia: Gran empresa con microfranquiciante
Autor(es): https://web.archive.org/web/20170116160614/http://microfranquicia.org.mx/blog/
Participantes: FUNDES, Banco Interamericano de Desarrollo (BID).
Metodología de reproducción de microfranquicias en México. 
•	Análisis de la actividad emprendedora en sectores de comercio de América Latina: Una aproximación desde Global Entrepreneurship Monitor
Autor(es): José Ernesto Amorós | Adrián Leguina |Irma Gutiérrez
Año: 2010
ISBN: 978-956-7961-45-0
En los 14 países de América Latina analizados, las personas que inician un emprendimiento representan en promedio un 18% de la población económicamente activa (10% en Panamá y 30% en Bolivia) y quienes ya están establecidos un 10% (3,3% en Guatemala y 19% en Bolivia). El emprendimiento de América Latina tiene indicadores más cercanos al promedio de las economías basadas en recursos naturales.
•	Investigación sobre la cadena de valor del hierro como chatarra en Argentina
Autor(es): Rodrigo Gómez | Ezequiel Trigo | Colaboración: Ignacio Murga
Año: 2008
La presente investigación se ha realizado a través de un abordaje exploratorio y cualitativo sobre la cadena de valor inversa de la chatarra de hierro desde la perspectiva del Desarrollo Social y Sostenible. Para ello, se ha centrado el análisis en sus principales actores y en su impacto económico, social y medioambiental.
•	 Estudio comparado sobre el éxito exportados PYME en Argentina, Chile y Colombia
Autor(es): Dario Milesi | Virginia Mori |Gabriel Yoguel
Año: 2007
ISBN: 978- 99954-0- 184-9
Los países de América Latina enfrentan un enorme desafío de lograr un desarrollo sustentable en economías abiertas, con inclusión social y con la generación de ventajas competitivas dinámicas. En ese contexto, la promoción de las exportaciones de pequeñas y medianas empresas industriales y de servicios se ha constituido en la última década en uno de los ejes de las estrategias de desarrollo productivo en América Latina.
•	Contribución de las empresas al desarrollo en Latinoamérica
Autor(es): Antonio Corral |Iñigo Isusi|Timoteo Pérez | Unai San Miguel
Año: 2006
En septiembre de 2000, en la “Cumbre del Milenio” de las Naciones Unidas, 147 Jefes de Estado y de Gobierno y un total de 189 países declararon su compromiso de hacer realidad para todos tanto el derecho al desarrollo como a la satisfacción de las necesidades básicas de toda la especie humana. En esta misma Cumbre, los países participantes reconocieron que el progreso debe basarse en un crecimiento económico sostenible que debe concentrarse en los pobres y, particularmente, en los derechos humanos.
•	Buenas prácticas de las PYME exportadoras exitosas: el caso chileno
Autor(es): Darío Milesi | Virginia Moori |Gabriel Yoguel | Irma Gutiérrez
Año: 2004
ISBN: 956 - 7907- 16 - 1
Diversos trabajos realizados sobre la inserción externa de la economía chilena en las tres últimas décadas han puesto de manifiesto la existencia de distintas fases en la tasa de crecimiento de las exportaciones y el perfil de especialización de éstas, en términos de los productos vendidos y de los mercados atendidos. Estas fases tienen lugar en el marco de un modelo de apertura orientado a lograr una mayor inserción externa del país.
•	 Pyme en Chile: nace,crece y...muere
Autor(es): Gustavo Crespi
Año: 2003
ISBN: 9956-7907-15-3
Existe un gran desequilibrio entre la necesidad y la disponibilidad de información sobre la dinámica empresarial. Conocer las circunstancias que condicionan el nacimiento, crecimiento y desaparición de las unidades productivas es definitivamente clave para el diseño de cualquier tipo de políticas de competitividad o de desarrollo empresarial.